# Diástole ventricular
Diástole Ventricular é o movimento de "relaxamento" dos ventrículos, em que eles se expandem (relaxam), permitindo que o Sangue que foi impulsionado pelos Átrios encha os Ventrículos.
Ex.:
￼ Quando os Átrios se contraem, eles impulsionam o Sangue para os Ventrículos. Esse movimento é chamado de Sístole Atrial.
Durante a Sístole Atrial, os Ventrículos precisam se expandir (relaxar) para que o Sangue encha os Ventrículos. Esse Movimento de relaxamento dos Ventrículos é chamado de Diástole Ventricular.